# كلايد ألين هسندريكس
كلايد ألين هسندريكس (بالإنجليزية: Clyde Allen Hendrix)‏ هو موسيقي أمريكي، ولد في 12 نوفمبر 1934.

## وصلات خارجية
- كلايد ألين هسندريكس على موقع ميوزك برينز (الإنجليزية)
- كلايد ألين هسندريكس على موقع ديسكوغز (الإنجليزية)